# Comuna de Manaos
La Comuna de Manaos fue una sublevación ocurrida en la ciudad brasilera de Manaus el 23 de julio de 1924, como parte de las sublevaciones inspiradas por el tenentismo, en coincidencia con similares revueltas ocurridas en São Paulo, Río de Janeiro, Pará, y otras localidades.
Durante los primeros años de la República Velha, la ciudad de Manaus, como capital del Estado de Amazonas, había experimentado la bonanza económica derivada de la explotación del caucho, hasta que la abrupta caída de los precios de esta materia prima generó un empobrecimiento generalizado en dicha región. Pese a esto, al igual que en el resto de Brasil, la política local se hallaba controlada por las élites locales y las oligarquías basadas en la explotación agrícola.
La mala situación económica y el asfixiante dominio político ejercido por las elites locales de Manaus causaron el descontento de jóvenes oficiales del ejército, influenciados por el movimiento del tenentismo, y dirgidos por el teniente Alfredo Ribeiro Júnior, que logra sublevar a las tropas de la guarnición local contra el gobernador César do Rego Monteiro que había sido designado para el cargo por el presidente Epitácio Pessoa (pese a que Rego había perdido la elección en las urnas). La ocasión parece propicia para esta clase de revueltas, pues los sublevados de Manaus conocen que pocos días antes han ocurrido similares eventos en São Paulo.
Tras la revuelta de los militares, éstos ocuparon las sedes de telégrafos y teléfonos, así como las oficinas de la gobernación del Estado, desplazando al gobernador impuesto por el gobierno federal de Río de Janeiro; de inmediato se procede a reponer los fondos desaparecidos de la tesorería estadual mediante el cobro de impuestos atrasados, confiscando bienes de partidarios del antiguo gobernador, y alquilando bienes muebles estaduales.
La revuelta de Manaus logra extenderse a la localidad de Óbidos, a 500 km de Manaus, pero fácilmente alacanzable por ser también ribereña con el Río Amazonas. Óbidos queda bajo control de los rebeldes de Manaus el 26 de julio, donde se implanta también un régimen parecido al de la Comuna original.
Al conocerse la revuelta ocurrida en las regiones amazónicas, el gobierno federal ordenó que tropas de Belém do Pará acudieran a las localidades de Óbidos y Manaus para sofocar la sublevación. Para este fin se remiten tropas por el Río Amazonas en dirección este-oeste, que retoman el control de Óbidos el 26 de agosto, y que 48 horas después llegan a Manaus. En inferioridad numérica y deseosos de evitar combates dentro de la ciudad, los sublevados se rinden el mismo 28 de agosto de 1924, y sus jefes, incluyendo Ribeiro Junior, son encarcelados por dieciséis meses, sin que la condena se agrave debido a la fuerte simpatía popular que difrutaban los rebeldes de Manaus.